# Corot (misión)
COROT (acrónimo: (francés) COnvection ROtation et Transits planétaires ; o sea COnvection, ROtation and planetary Transits en inglés, y COnvección, ROtación y Tránsitos planetarios en español) fue una misión espacial aprobada y liderada por la Agencia Espacial Francesa (CNES) conjuntamente con la Agencia Espacial Europea y otros patrocinadores internacionales. 
El objetivo principal de Corot fue la búsqueda de planetas extrasolares, especialmente de aquellos de un tamaño similar al terrestre. El satélite Corot fue lanzado el 27 de diciembre de 2006, desde el cosmódromo de Baikonur en Kazajistán, convirtiéndose en la primera misión de su tipo.
Corot consistió en un telescopio de 27 cm de diámetro y 4 detectores CCD. El satélite pesaba unos 630 kg en el despegue, con 300 kg de carga útil, y medía 4100 mm de longitud y 1984 mm de diámetro. Obtenía la energía requerida para su funcionamiento de dos paneles solares. Fue lanzado por un cohete ruso Soyuz, y tras tres horas de maniobra entró en una órbita circular polar (inclinación = 90,01°) con una altitud de 896 km. Durante los dos años y medio previsto que duraría la misión, realizaría observaciones de manera perpendicular a su plano orbital, evitando interferencias de la Tierra. Durante el verano del hemisferio norte observaba una zona cercana a la constelación de Serpens Cauda en el centro de la Vía Láctea, y durante el invierno del hemisferio norte observaba cerca de Monoceros, anticentro de nuestra galaxia.
La sonda monitoreaba el brillo de las estrellas, buscando la ligera reducción que ocurre en intervalos regulares que implica la existencia de un planeta en órbita en torno a ellas. Corot fue suficientemente sensible como para detectar planetas rocosos de tan solo un par de veces el tamaño de la Tierra, aunque también se esperaba que descubriera nuevos gigantes gaseosos que componen la mayor parte de los planetas extrasolares descubiertos hasta ahora.
Corot también estudiaba la astrosismología. Era capaz de detectar los temblores que tienen lugar en la superficie de las estrellas y que alteran su luminosidad. Gracias a este fenómeno se puede calcular con bastante precisión la masa, edad y composición química de las estrellas, lo cual permite compararlas con nuestro Sol gracias a los datos recogidos por la misión SOHO.
Tanto en invierno como en verano había una estrella que sería estudiada en detalle y hasta otros nueve objetivos menores para la astrosismología, mientras que simultáneamente estaría registrando el brillo de 12 000 estrellas con una magnitud aparente por encima de 15,5 para el estudio de planetas extrasolares.

## Fallas y fin de la misión
Las operaciones de vuelo de la misión originalmente estaban programados para terminar en 2 años y medio desde el lanzamiento pero las operaciones se extendieron a 2013. El 2 de noviembre de 2012, CoRoT sufrió una falla en uno de sus ordenadores que hizo imposible recuperar todos los datos de su telescopio. Después de intentos de reparación, el 24 de junio de 2013, se anunció que CoRoT había sido retirado y puesto fuera de servicio; bajándolo de órbita para permitir que se queme en la reentrada atmosférica.

## Descubrimientos
El 3 de mayo de 2007 se publicó que el COROT había descubierto un planeta del tipo Júpiter caliente al que denominaron COROT-1b orbitando en torno a una estrella similar al Sol a unos 1 500 años luz de distancia. El planeta tiene un radio 1,78 veces mayor que Júpiter, una masa aproximadamente 1,3 veces la de Júpiter y describe una órbita alrededor de su estrella cada día y medio. On the 300th day of operations ESA reported that "CoRoT is discovering exo-planets at a rate only set by the available resources to follow up the detections". El 20 de diciembre de 2007, se publicaron resultados adicionales, que informaban de que un segundo exoplaneta, COROT-2b había sido descubierto, esta vez con un radio 1.4 y una masa 3.5 veces mayor que los de Júpiter. El periodo orbital es de menos de dos días. Los resultados sobre la astrosismología fueron también publicados en el mismo artículo. Three papers describing the two exoplanets, with radial-velocity follow-up, appeared in Astronomy and Astrophysics in May 2008 (Barge 2008, Alonso 2008 and Bouchy 2008).
En mayo de 2008, el descubrimiento de dos nuevos exoplanetas y un nuevo objeto celeste desconocido COROT-3b fueron anunciados por la ESA. COROT-3b parece ser "algo entre una enana marrón y un planeta." 
En febrero de 2009, se anunció el descubrimiento de COROT-7b. Es el planeta extrasolar más pequeño con su diámetro confirmado (1,7 veces el de la Tierra) hasta el 15 de septiembre de 2009.
Los científicos del COROT han indicado en la reunión de 2009 de la UAI que tienen pruebas de hasta 80 planetas, incluidos los siete que yan sido publicados, incluyendo los sistemas multi-planeta con un máximo de cinco planetas.
COROT ha encontrado tres estrellas lejanas que muestran sismología como el Sol (oscilaciones y granulaciones), aunque más caliente.